# Cepag
 (mai 2025).
La mise en forme du texte ne suit pas les recommandations de Wikipédia : il faut le « wikifier ».
Les points d'amélioration suivants sont les cas les plus fréquents :
- Les titres sont pré-formatés par le logiciel. Ils ne sont ni en capitales, ni en gras.
- Le texte ne doit pas être écrit en capitales (les noms de famille non plus), ni en gras, ni en italique, ni en « petit »…
- Le gras n'est utilisé que pour surligner le titre de l'article dans l'introduction, une seule fois.
- L'italique est rarement utilisé : mots en langue étrangère, titres d'œuvres, noms de bateaux, etc.
- Les citations ne sont pas en italique mais en corps de texte normal. Elles sont entourées par des guillemets français : « et ».
- Les listes à puces sont à éviter, des paragraphes rédigés étant largement préférés. Les tableaux sont à réserver à la présentation de données structurées (résultats, etc.).
- Les appels de note de bas de page (petits chiffres en exposant, introduits par l'outil «  Source ») sont à placer entre la fin de phrase et le point final[comme ça].
- Les liens internes (vers d'autres articles de Wikipédia) sont à choisir avec parcimonie. Créez des liens vers des articles approfondissant le sujet. Les termes génériques sans rapport avec le sujet sont à éviter, ainsi que les répétitions de liens vers un même terme.
- Les liens externes sont à placer uniquement dans une section « Liens externes », à la fin de l'article. Ces liens sont à choisir avec parcimonie suivant les règles définies. Si un lien sert de source à l'article, son insertion dans le texte est à faire par les notes de bas de page.
- La présentation des références doit suivre les conventions bibliographiques. Il est recommandé d'utiliser les modèles {{Ouvrage}}, {{Chapitre}}, {{Article}}, {{Lien web}} et/ou {{Bibliographie}}. Le mode d'édition visuel peut mettre en forme automatiquement les références.
- Insérer une infobox (cadre d'informations à droite) n'est pas obligatoire pour parachever la mise en page.

Pour une aide détaillée, merci de consulter Aide:Wikification.
Si vous pensez que ces points ont été résolus, vous pouvez retirer ce bandeau et améliorer la mise en forme d'un autre article.
 (avril 2025).
Motif : Merci de confirmer que les six sources secondaires indépendantes ci‑dessous démontrent la notoriété encyclopédique de la CEPAG, conformément aux critères d'admissibilité.
- Archive Wikiwix
- Bing
- Cairn
- DuckDuckGo
- E. Universalis
- Gallica
- Google
- G. Books
- G. News
- G. Scholar
- Persée
- Qwant
- (zh) Baidu
- (ru) Yandex

| 1. | Préciser le motif de la pose du bandeau. | Précisez le motif de la pose du bandeau en utilisant la syntaxe suivante : {{admissibilité à vérifier\|date=mai 2025\|motif=remplacez ce texte par le motif}}              |
| 2. | Informer les utilisateurs concernés.     | Pensez à avertir le créateur de l'article, par exemple, en insérant le code ci-dessous sur sa page de discussion : {{subst:avertissement admissibilité à vérifier\|Cepag}} |

La Convention des Entreprises Pétrolières Autochtones du Gabon (CEPAG) est une organisation patronale gabonaise fondée en novembre 2023 à Port‑Gentil. Elle fédère les sociétés pétrolières à capitaux gabonais et milite pour le renforcement du contenu local, la montée en compétences des acteurs nationaux et leur participation accrue aux appels d’offres du secteur pétrolier.

## Historique
Le lancement officiel de la CEPAG a eu lieu à Libreville le 4 juillet 2024, en présence du ministre gabonais du Pétrole, pour répondre à la marginalisation des acteurs locaux face aux majors internationales. En mars 2025, sa délégation est reçue par le président de l’Assemblée nationale de transition, signe de sa reconnaissance institutionnelle.

## Missions
- Promouvoir les entreprises autochtones dans la chaîne de valeur pétrolière ;
- Plaider pour une révision du Code pétrolier afin de faciliter l’accès aux permis d’exploitation pour les nationaux[5] ;
- Renforcer les capacités techniques et managériales des membres via des programmes dédiés ;
- Créer des emplois qualifiés et générer une valeur ajoutée durable pour l’économie gabonaise.

## Actions et plaidoyer
- Assemblée générale annuelle (Port‑Gentil, avril 2025) : bilan d’un an et demi d’activités et feuille de route 2025‑2027[1] ;
- Rencontre avec l’Assemblée nationale (Libreville, mars 2025) : présentation de propositions visant un cadre légal plus inclusif[4].

## Gouvernance
La CEPAG est dirigée par un bureau exécutif présidé par **Charles Tchen**, ingénieur‑pétrolier, secondé par un comité stratégique chargé du développement institutionnel et partenarial.

## Réception dans les médias
Les actions et prises de position de la CEPAG sont régulièrement relayées par la presse gabonaise (L’Union, Direct Infos Gabon, Info241), qui la présente comme l’interlocuteur de référence des entreprises autochtones du secteur pétrolier.